# CRV7
CRV7 — канадская авиационная неуправляемая ракета калибра 70 мм со складывающимся оперением, предназначенная для ударов по наземным целям и производимая компанией «Бристоль Аэроспейс» (г. Виннипег, провинция Манитоба). CRV7 — аббревиатура от Canadian Rocket Vehicle 7, что означает «Канадская ракета 7». Данная НУР была принята на вооружение в начале 1970 годов, как усовершенствованная версия стандартной американской НУР, имевшей такой же калибр (2.75 дюйма). CRV7 была наиболее мощной из имевшихся тогда НУР, обладая достаточной кинетической энергией для пробивания стандартных самолетных ангаров Организации Варшавского Договора. В настоящее время эта ракета остается одной из наиболее мощных штурмовых НУР, став — де-факто — стандартной авиационной НУР стран Запада (кроме США) и их союзников.

## Разработка
CRV7 была побочным продуктом проекта разработки высокоскоростных ракет с твердотопливным двигателем, выполнявшегося в конце 1950-х годов Канадским учреждением по исследованию и разработке вооружений (CADRE), как часть программы разработки противоракет. Для испытаний нового топлива и новых конструкций двигателя CADRE и «Бристоль Аэроспейс», при содействии американской компании «Аэроджет», разработали изделие под названием «Ракета для испытания двигателей» (Propulsion Test Vehicle), на основе которого впоследствии была создана метеорологическая ракета «Американская казарка» (Black Brant), впервые запущенная в 1965 году и имевшая многолетний и успешный опыт эксплуатации.
В начале 1970-х годов было принято решение использовать топливо и концепцию двигателя этой метеорологической ракеты в 70-мм НУР для канадской модификации истребителя-бомбардировщика F-104 «Старфайтер». Получивший обозначение RLU-5001/B (C-14) двигатель был запущен в производство в 1973 году, он имел время работы 2.2 секунды и развивал суммарный импульс в 10.3 кНс. Ракета, имевшая собственный вес 6.6 кг, обычно оснащалась фугасной боевой частью массой в 4.5 кг аналогичной БЧ соответствующих американских ракет.
Благодаря более калорийному топливу и улучшенной конструкции фюзеляжа CRV7 имела большую дальность полета при гораздо более настильной траектории по сравнению с американской НУР МК 40 «Майти Маус», для замены которой она была разработана. Кроме этого, она обладала в два раза более высокой ударной энергией. Предельная дальность действительного огня CRV7 превышала 4 000 метров, что позволяло производить пуск вне радиуса действия большинства средств ПВО ближнего действия. Американские же НУР (МК40 или Hydra 70) требовали пуска на гораздо меньшей дальности, что не гарантировало нахождение самолета-носителя вне радиуса действия наземных средств ПВО, непосредственно прикрывающих цель удара.
НУРы обычно стабилизируются в полете вращением, подобно пуле. Вращение ракете придается небольшими стабилизаторами, расположенными в задней части её корпуса, распрямляющимися после выхода ракеты из трубчатой пусковой направляющей. Стабилизаторы распрямляются сравнительно быстро, но для полной стабилизации ракеты вращением требуется ещё некоторое время, за которое направление её полета может существенно отклониться от направления прицеливания. Для предотвращения этого на CRV7 имеются небольшие пластинки, омываемые струей исходящих газов и, таким образом, придающие ракете вращение ещё внутри направляющей, что сильно повышает точность попадания. Площадь рассеивания залпа НУР CRV7 в три раза меньше площади рассеивания залпа предшествовавших ей ракет. Первоначально разработчики ракеты указывали величину рассеивания в 4 миллирадиана, но по результатам испытательных пусков с канадской версии многоцелевого истребителя F-18 «Хорнет» оказалось, что рассеивание составляет 3 миллирадиана. Этот результат значительно лучше величины рассеивания для авиационных пушек, которыми вооружены большинство боевых самолетов: широко распространенная пушка М61 «Вулкан» имеет номинальное рассеивание в 8 миллирадиан, а гораздо большая по размеру и значительно более тяжелая пушка GAU-8 — 5 миллирадиан.
Почти сразу после принятия на вооружение канадскими ВВС НУР CRV7 была выставлена на конкурс во Франции. Одним из конкурсных заданий было поражение цели в виде башни ракетой в инертном снаряжении. Канадский летчик поразил цель с первой попытки, но, имея привычку работать с гораздо менее скоростной НУР МК 40, произвел пуск с небольшой дистанции, и топливо в CRV7 не успело выгореть до попадания ракеты в цель. От столкновения с целью невыгоревшее топливо раскололось на куски с увеличением площади горения, в результате чего скорость сгорания и давление газов возросли до такой степени, что обычное горение переросло во взрывное бездетонационное, что привело к разрушению цели. Канадский пилот был дисквалифицирован, поскольку жюри конкурса отказалось верить в то, что ракета не была снаряжена боевой частью.

## Двигатель и топливо
Используемое в двигателе С-14 топливо на основе алюминия дает при сгорании значительное количество дыма. Это не представляет проблемы для высокоскоростных самолетов, быстро покидающих облако задымления, но нежелательно для менее скоростных самолетов и вертолетов, которым после пуска ракет приходится некоторое время лететь в дыму. Для решения этой проблемы был разработан двигатель RLU-5002/B (C-15) на топливе без алюминия, который производит заметно меньше дыма, правда, за счет снижения развиваемого импульса до 9.7 кНс. В первоначальном варианте двигателя С-15 использовался устанавливаемый в его хвостовой части воспламенитель, отстреливаемый ракетой после пуска. В некоторых случаях отстреленный воспламенитель попадал в фюзеляж летательного аппарата, что приводило к незначительным повреждениям. Для предотвращения этого исходный воспламенитель был заменен на неотстреливаемый, расположенный в головной части двигателя (Head-End Permanent Igniter). Двигатель с новым воспламенителем получил обозначение RLU-5002A/B (HEPI). Двигатели С-17 и С-18, разработанные впоследствии для ракет, применяемых с вертолетов, почти не дают дыма, однако их импульс понизился до 8.5 кНс.

## Боевая часть
Основной БЧ для первоначальных ракет CRV7 являлась американская фугасная М151 с головным взрывателем мгновенного действия (M151 High Explosive Point Detonating), вес ВВ в которой составляет 4.5 кг. Как и американские НУР такого же калибра CRV7 может также оснащаться дымовой или осветительной БЧ (M156 и M257/278 соответственно). Компания «Бристоль Аэроспейс» в инициативном порядке разработала учебную БЧ (WTU-5001/B), представляющую собой стержень с плоскими торцами из мягкой стали весом в 3.6 кг с нейлоновым обтекателем. Позднее был разработан вариант со стержнем из закаленной стали (WTU-5001A/B). По своим баллистическим свойствам НУРы в таком снаряжении соответствовали ракетам с фугасной БЧ (М151), и они широко использовались на этапах разработки CRV7 и принятия этой ракеты на вооружение.
После этого «Бристоль Аэроспейс» разработала «противобункерную» БЧ (WDU-50001/B) весом в 7.2 кг комбинированного действия (полубронебойная фугасно-зажигательная). Боеголовка была предназначена для поражения железобетонных объектов, но основной её целью были не собственно бункеры, а высокозащищенные укрытия для самолетов, поэтому по-английски ракета с такой БЧ называлась «Anti-Bunkerette» (против маленьких бункеров). Тяжелый стальной корпус ракеты обеспечивал пробивание защищенного ангара, после чего происходило воспламенение 75 граммового заряда зажигательного вещества. Такая ракета могла пробить последовательно 3.9 м грунта, 0.9 м бетона и 2.54 см стали.
Кинетическая энергия ракеты CRV7 оказалась настолько большой, что, к удивлению производящих испытания специалистов, ракета в инертном снаряжении (со стальным стержнем длиной 20 см) пробивала броню устаревших танков «Центурион», используемых в качестве мишеней. Такое открытие привело к разработке противотанковой бронебойной БЧ, в которой вместо стального стержня использовался вольфрамовый. Эта БЧ обеспечивала пробивание  брони советского танка Т-72 с любого направления. Дальнейшие разработки в этом направлении привели к созданию бронебойной БЧ со стреловидными поражающими элементами (WDU-5002/B FAT — Flechette Anti-Tank). Пять усиленных вольфрамом стальных поражающих элемента пробивали броню Т-72 в боковой и верхней проекциях с расстояния в 3 000 метров. Боеголовка также оказалась полезной для борьбы с легко- и среднебронированными целями. Впоследствии была создана «универсальная» БЧ со стреловидными поражающими элементами (WDU-500X/B), снаряженная 80-ю вольфрамовыми «стрелками», способными пробить 1,5 дюйма (38,1 мм) катанной упрочненной брони и предназначенными для поражения живой силы, легкобронированных целей, транспортных средств и вертолетов.
Компания «Бристоль Аэроспейс» также производит CRV-7 с многоцелевой БЧ, снаряженной 9 суб-боеприпасами М73, что позволяет отнести её к боеприпасам кассетного типа, и является поставщиком противокорабельных НУР RA-79 норвежской компании Raufoss Ammunisjonsfabrikker с полубронебойной БЧ.

## CRV-7 в варианте УР
В 2006 году «Бристоль Аэроспейс» начала испытания высокоточной управляемой ракеты CRV7-PG (Precision Guided). Этот вариант экспонировался на выставке «Eurosatory 2006», и компания «Магеллан Аэроспейс» — нынешний владелец «Бристоль Аэроспейс» — была готова к его поставкам с начала 2007 года. Базовый вариант CRV-7 становится высокоточной УР после установки ГСН, разработанной норвежской компанией «Конгсберг Дифенс энд Аэроспейс», системы управления полетом и хвостовых рулей. На начальном этапе полета ракета управляется простой системой инерциального наведения, а на конечном — по отраженному от цели сигналу лазерного целеуказателя. Существуют варианты CRV7-PG с противорадиолокационной ГСН и с наведением по сигналам GPS. Сочетание лазерной ГСН с бронебойной БЧ со стреловидными поражающими элементами дает мощную противотанковую ракету большой дальности, имеющую более высокую скорость и гораздо меньшую стоимость по сравнению с «традиционными» ПТУР, такими как AGM-114 «Хэллфайр».

## Наземный пуск
НУР CRV7 может запускаться с канадского боевого модуля «Нанук» (RWCS Nanuk).
Для сил специального назначения был разработан вариант ракеты CRV7-PG, запускаемый из ПУ трубчатого типа, монтируемой на автомобиле повышенной проходимости. Пуск такой ракеты предусматривается из укрытия в заданном направлении, а наведение на конечном этапе полета обеспечивается передовым целеуказателем.